# صموئيل سانفورد
صموئيل سانفورد (بالإنجليزية: Samuel Sanford)‏ هو عازف بيانو وملحن أمريكي، ولد في 15 مارس 1849 في بريدجبورت في الولايات المتحدة، وتوفي في 6 يناير 1910.